# Ivan Moody

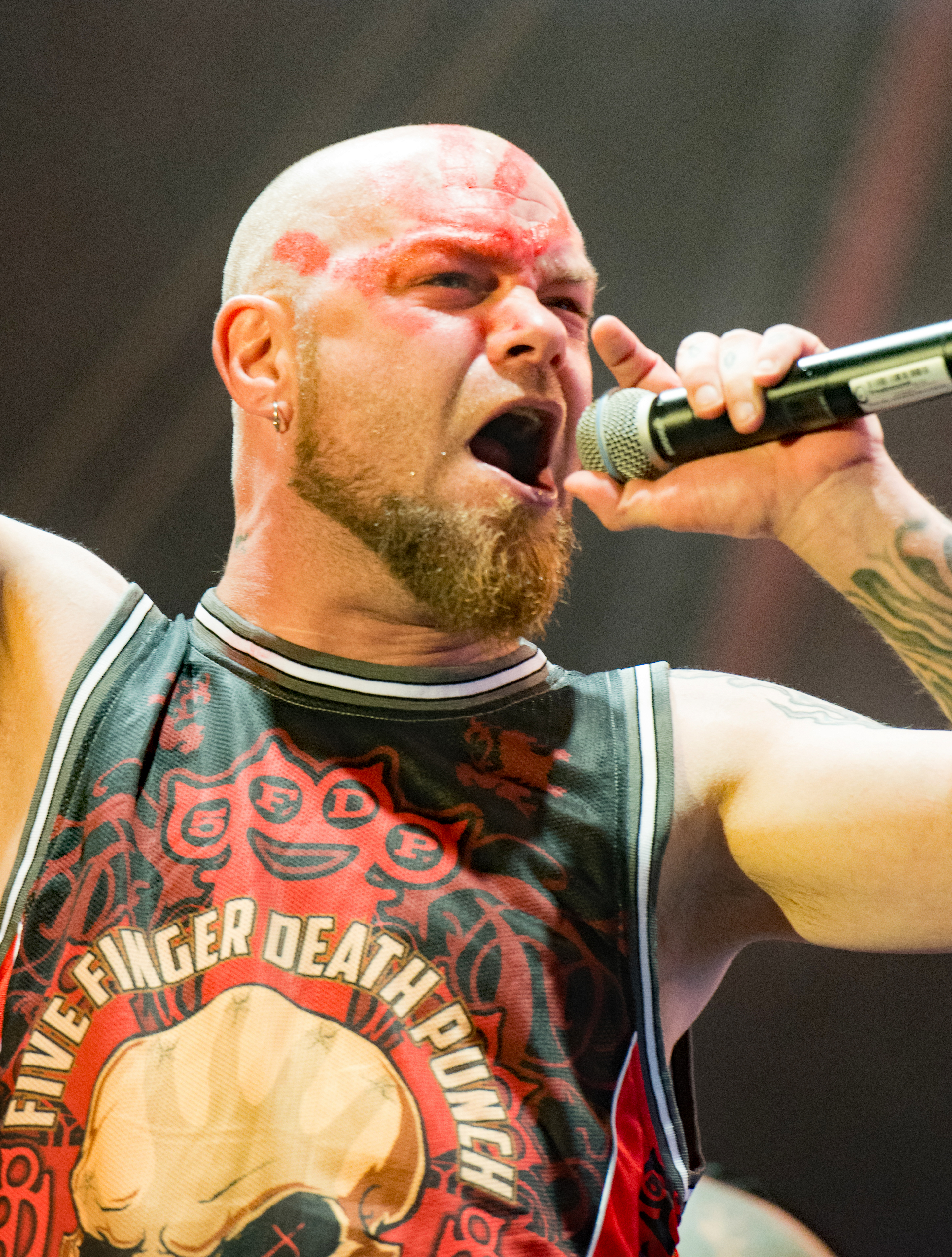
Ivan Moody, 2016

Ivan L. Moody, född 7 januari 1980 i Denver, Colorado, USA, är sångare för det  amerikanska  heavy metal-bandet Five Finger Death Punch.
Moody var medlem i en rad olika små band innan han gick med i nu metal-bandet Motograter 2002. De släppte sitt självbetitlade album Motograter den 24 juni 2003, med vilket de nådde en viss framgång, och spelade på Ozzfest 2003 och turnerade med band som Korn, Disturbed, Marilyn Manson, Nothingface, Slipknot, Mushroomhead och Killswitch Engage. Motograter tog en paus under 2006, och strax därefter gick han med i det amerikanska heavy metal-bandet Five Finger Death Punch.